# Fritz Imhoff
Pour les articles homonymes, voir Imhoff.
Fritz Imhoff, nom de scène de Friedrich Arnold Heinrich Jeschke (né le 6 janvier 1891 à Vienne, mort le 24 février 1961 dans la même ville) est un acteur, chanteur et humoriste autrichien.

## Biographie
Friedrich Jeschke est le fils de Karl Jeschke (né en 1858), chef comptable à Vienne-Alsergrund, et de sa femme Ottilie (née en 1866), fille du conseiller de la légation hanovrienne Jean Georges Lumé de Luine. Son frère est le compositeur de chansons viennois Ernst Arnold. Il va à la Weiss Handelsschule à Vienne, puis suit un cours de chant d'un an auprès de Karl Streitmann. En 1911, il commence son premier engagement en tant que deuxième ténor d'opérette au théâtre de Troppau. Comme le metteur en scène ne croit pas en son talent et ne l'autorise qu'à jouer être figurant ou choriste, il démissionne et se forme à l'école d'opérette de Ludwig Gothov-Gruneke. Après un an de service militaire chez les uhlans, sous le nom de Fritz Imhoff, il fait ses débuts à Baden lors de la première de l'opérette Polenblut le 20 décembre 1913 qui est un succès.
En 1916, il entre au théâtre municipal de Brno et en 1918 au théâtre d'été de Teplitce-Schönau. Sous la direction de Wilhelm Karczag, il travaille de 1919 à 1922 sur les scènes d'opérette combinées du Raimundtheater et du Theater an der Wien et apparaît en même temps comme humoriste au cabaret Die Hölle. De 1920 à 1928, il est le premier bouffon d'opérette au Johann Strauss-Theater. En 1928, il est engagé au Theater an der Wien, par la suite il se produit dans presque tous les théâtres de Vienne (à l'exception du Burgtheater et de l'Akademietheater), notamment au Volksoper, au Raimundtheater, à l'Opéra d'État, au Bürgertheater et au Theater in der Josefstadt, le Carltheater et le Stadttheater. De 1928 à 1929, il accompagne Hubert Marischka dans la revue Alles aus Liebe lors d'une tournée en Allemagne, aux Pays-Bas et en Suisse. À la dernière apogée du Theater an der Wien, il joue de 1928 à 1934 principalement des rôles comiques. Il a des rôles importants en tant que comédien à l'Opéra d'État dans Das Land des Lächelns avec Richard Tauber et au Stadttheater dans L'Auberge du Cheval-Blanc. Au Volksoper, il joue de 1934 à 1938, quand l'opérette Der gütige Antonius  de Jara Beneš devient un succès en raison de son engagement personnel. À partir de 1931, il apparaît également dans la revue Femina. Il fait des apparitions en Allemagne, Angleterre, France, Italie, Hollande, Suisse, URSS et Hongrie.
Imhoff joue dans 173 films à partir de 1933. Là, le comédien au personnage dodu incarne des personnages tantôt grincheux, tantôt cosy en tous genres, et il donne souvent des intermèdes vocaux. Il a plus de 16 000 apparitions sur scène, est apparu dans 40 pièces de théâtre et 215 émissions de radio.
De 1938 à 1944, Fritz Imhoff travaille au Raimundtheater à Vienne, de 1945 à 1948 en tant que directeur de l'établissement. À la Scala de Vienne, il joue dans la pièce folklorique antifasciste Der Bockerer avec un grand succès. Dans la période d'après-guerre, Imhoff est engagé à Vienne au Volkstheater, au Bürgerertheater, au Kammerspiele, au Simpl, au Colisée (Vienne-Alsergrund, Nußdorfer Straße 4), au Löwinger-Bühne, au Raimundtheater et au Theater in der Josefstadt. 1951-1959, il était le gros cousin de Jedermann au Festival de Salzbourg. De 1959 à 1961, il est membre permanent du Theaters in der Josefstadt.
Dans la soirée du 24 février 1961, Fritz Imhoff meurt d'un cancer de la vésicule biliaire à la Rudolfinerhaus de Vienne. Sa tombe se trouve au cimetière central de Vienne.
Fritz Imhoff se marie à l'actrice Huberta Mojzis (1909-2002) en 1931. Le mariage est sans enfant. Ils vivent au Habig-Hof sur Wiedner Hauptstraße de 1945 jusqu'à sa mort ; une plaque à l'entrée le commémore. Le Fritz-Imhoff-Park dans l'arrondissement de Mariahilf porte son nom.
Le nom de scène « Imhoff » proviendrait du fait que le père de Friedrich Jeschke aurait dit : « Quoi ? Envie de jouer au théâtre ? Tu peux jouer dans la cour ! » (en allemand, „Was? Im Theater willst spielen? Im Hof kannst spielen!“).

## Filmographie
- 1933 : Die Tochter des Regiments
- 1934 : Die Töchter ihrer Exzellenz
- 1934 : Mascarade (de)
- 1934 : Parade de printemps
- 1934 :  Salto in die Seligkeit (de)
- 1934 :  Nocturno
- 1935 : Die Fahrt in die Jugend
- 1935 : Vorstadtvariete
- 1935 : Letzte Liebe (de)
- 1935 : Alles für die Firma (de)
- 1935 : Der Kosak und die Nachtigall
- 1935 : Eva (de)
- 1935 : Episode
- 1935 : Ich liebe alle Frauen
- 1935 : L'Auberge du Cheval Blanc
- 1935 : Es flüstert die Liebe
- 1935 : Die beiden Stoffl
- 1936 : Le Postillon de Longjumeau
- 1936 : Catherine
- 1936 : Die Leuchter des Kaisers (de)
- 1936 : Rendezvous in Wien
- 1936 : Sa bonne étoile
- 1936 : Die Puppenfee
- 1936 : Silhouetten (de)
- 1936 : Wo die Lerche singt
- 1936 : Romanze
- 1936 : Lumpacivagabundus
- 1937 : Millionenerbschaft
- 1937 : Millionäre
- 1937 : Le Charme de la Bohème (de)
- 1937 : Musik für dich
- 1938 : Roxy und das Wunderteam
- 1938 : Rote Rosen – blaue Adria
- 1938 : Kleines Bezirksgericht
- 1939 : Hotel Sacher
- 1939 : Liebe streng verboten
- 1939 : Unsterblicher Walzer
- 1939 : Les Rapaces
- 1939 : Une mère
- 1940 : Histoires viennoises
- 1941 : Liebe ist zollfrei
- 1941 : Dreimal Hochzeit
- 1942 : Sang viennois
- 1942 : Die heimliche Gräfin
- 1942 : Aimé des dieux
- 1943 : Zwei glückliche Menschen
- 1943 : Rêve blanc
- 1943 : Reisebekanntschaft
- 1943 : Schwarz auf Weiß
- 1944 : Schrammeln
- 1945 : Wie ein Dieb in der Nacht
- 1946 : Praterbuben (de)
- 1947 : Wiener Melodien (de)
- 1947 : Am Ende der Welt
- 1947 : Singende Engel (de)
- 1948 : Ein Mann gehört ins Haus
- 1948 : Der Herr Kanzleirat (de)
- 1948 : La Tâche de rousseur (de)
- 1948 : Kleine Melodie aus Wien (de)
- 1948 : The Mozart Story
- 1948 : Valse céleste
- 1949 : Wiener Mädeln
- 1949 : Amour d'enfer (de)
- 1950 : Le Quatrième commandement (de)
- 1950 : Jetzt schlägt's 13
- 1950 : Cordula
- 1950 : Gruß und Kuß aus der Wachau (de)
- 1951 : Ruf aus dem Äther (de)
- 1951 : Le Vieux Pécheur
- 1951 : Stadtpark (de)
- 1951 : La Guerre des valses
- 1951 : Vienne d'autrefois (de)
- 1951 : Wenn eine Wienerin Walzer tanzt
- 1951 : Tanz ins Glück
- 1951 : Die Dubarry
- 1952 : Das kann jedem passieren
- 1952 : Saison in Salzburg (de)
- 1952 : Knall und Fall als Hochstapler (de)
- 1952 : Vienne, premier avril an 2000
- 1952 : L'Histoire passionnante d'une star
- 1953 : La Chanson du vin nouveau (de)
- 1953 : Der Verschwender
- 1953 : Lavendel (de)
- 1953 : Heute nacht passiert's
- 1953 : Einmal keine Sorgen haben
- 1953 : Die Todesarena (de)
- 1953 : Der Feldherrnhügel (de)
- 1953 : Du bist die Welt für mich (de)
- 1953 : Franz Schubert (de)
- 1953 : Die fünf Karnickel (de)
- 1954 : Große Star-Parade
- 1954 : König der Manege (de)
- 1955 : Trois Hommes dans la neige
- 1955 : Mam'zelle Cri-Cri
- 1955 : Zwei Herzen und ein Thron (de)
- 1955 : Le Chemin du paradis
- 1956 : … und wer küßt mich?
- 1956 : Das Liebesleben des schönen Franz
- 1956 : La Fortune sourit aux vagabonds
- 1956 : Meine Tante, deine Tante
- 1957 : Vacances au Tyrol (de)
- 1957 : Wien, du Stadt meiner Träume
- 1958 : Wenn die Bombe platzt (de)
- 1958 : Hallo, das ist die Liebe (TV)
- 1958 : Jedermann (TV)
- 1958 : Amour, chansons et soldats (de)
- 1959 : Auf allen Straßen
- 1959 : Der Furchtsame (TV)
- 1960 : Les Guitares chantent la nuit
- 1960 : Le Brave Soldat Chvéïk